# François de Baussancourt
 (août 2024).
François de Baussancourt, né le 17 septembre 1742 à Andelot-Blancheville (Haute-Marne), mort le 2 octobre 1795 à Andelot-Blancheville (Haute-Marne), est un général de brigade de la Révolution française.

## États de service
Il entre en service en 1759, comme soldat au régiment de volontaires de Hainault, il est réformé et employé dans les recrues en 1763. Le 5 mai 1763, il est admis aux invalides, et le 12 août 1771, il est nommé capitaine au régiment provincial de Châlons.
Il est réformé en 1773, et en 1775, il passe en Pologne, major dans l’armée de Lituanie le 16 septembre 1776, il est réadmis aux invalides le 8 juillet 1777. Capitaine au corps des volontaires étrangers de la marine en 1778, il est fait chevalier de Saint-Louis en 1779. En décembre 1780, il devient capitaine provisoire d’artillerie de la marine, et le 2 juin 1782, il commande les milices de Saint-Vincent.
De retour en France en 1783, il est nommé lieutenant-colonel en second du 3e bataillon de volontaires de la Marne le 7 septembre 1791. Il est promu général de Brigade provisoire par le général Dampierre le 12 avril 1793, à l’armée du Nord. Il commande l’avant garde de cette armée, lorsque les Autrichiens s’approche de Bouchain le 23 mai 1793, et il s’y maintient et réussi à les repousser. Il est suspendu de ses fonctions le 2 août 1793, comme noble, et il est arrêté et emprisonné à Barbonne.
Libéré de prison le 28 novembre 1794, il n’est pas réintégré, et il en meurt de chagrin le 2 octobre 1795, à l’âge de 53 ans, après avoir participé à 18 campagnes.

## Sources
- (en) « Generals Who Served in the French Army during the Period 1789 - 1814: Eberle to Exelmans »
- Étienne Psaume, Biographie moderne, ou galerie historique, civile, militaire ..., Volume 1, Paris, Alexis Aymery, 1816, p. 82.
- (pl) « Napoléon.org.pl »
- Docteur Robinet, Jean-François Eugène et J. Le Chapelain, Dictionnaire historique et biographique de la révolution et de l'empire, 1789-1815, volume 1, Librairie Historique de la révolution et de l’empire, 900 p. (lire en ligne), p. 125.
- Étienne Charavay, Correspondance général de Carnot, tome 3, imprimerie Nationale, 1897, p. 14.